# 崔暹 (高麗)
崔暹（韓語：최섬，?—?），高丽王朝大臣。
高丽光宗九年（958年），按翰林學士雙冀建議，高丽开始设置科举，雙冀知貢举。以詩、賦、頌、時務策取進士。崔暹、晉兢等二人登進士甲科。五月丙申，光宗在威鳳樓賜崔暹等及第。崔暹官至常侍。靜州靈光縣金審言跟随崔暹求學，崔暹坐着睡着了，夢见金審言頂上出火氣、屬于天心。崔暹惊異，把女儿嫁给了他。高丽成宗十五年（996年），崔暹为都考試官，录取進士郭元。